# Natalja Estěmirovová
Natalja Estěmirovová (rusky Наталья Хусаиновна Эстемирова; 28. února 1958 Kamyšlov – 15. července 2009) byla ruská novinářka ruského opozičního deníku Novaja gazeta a lidskoprávní aktivistka ruské organizace na ochranu lidských práv Memorial, jež byla v roce 2009 unesena a nalezena zavražděna v obci Gazi Jurt autonomní republiky Ruské federace Ingušska.

## Život
Narodila se čečenskému otci a ruské matce. Spolupracovala také s dalšími již zavražděnými ruskými novináři, či aktivisty, např. s Annou Politkovskou či Stanislavem Markelovem.
Jako novinářka se zabývala lidskoprávními úkony, mučením, únosy a popravami v Čečenské republice, a to od druhé rusko-čečenské války v roce 1999. V rámci ruské lidskoprávní pobočky Memorialu (rusky Мемориал) se angažovala v Grozném, v hlavním městě Čečenska, odkud byla také v ranních hodinách května roku 2009 ze svého domu unesena a následně nalezena zavražděna v ingušské obci Gazi Jurt, lesích nedaleko Nazraně. Byla zastřelena třemi kulkami, dvěma do hlavy a jednou do prsou. Podle svědků jí útočníci za křiku vtlačili do automobilu značky VAZ 2107. Dle jejího bývalého lidskoprávního kolegy, Olega Orlova, stojí za její smrtí někdejší čečenský bojovník a prezident Čečenské republiky Ramzan Kadyrov.